# Bertrandův postulát
Bertrandův postulát je věta v teorii čísel, která říká, že pro každé celé číslo {\displaystyle n>3} existuje alespoň jedno prvočíslo {\displaystyle p}, pro které platí:
{\displaystyle n<p<2n-2.}
Slabší formulace říká, že pro každé {\displaystyle n>1} existuje alespoň jedno prvočíslo {\displaystyle p} takové, že
{\displaystyle n<p<2n.}
Další možná formulace říká, že pro {\displaystyle n\geq 1} platí
{\displaystyle p_{n+1}<2p_{n},} 
kde {\displaystyle p_{n}} je {\displaystyle n}-té prvočíslo.
Toto tvrzení jako první vyslovil v roce 1845 Joseph Bertrand  (1822-1900). Bertrand sám ověřil platnost tohoto tvrzení pro všechna čísla v intervalu [2, 3 × 106]. Jeho tvrzení zcela dokázal Čebyšev (1821–1894) v roce 1852, a proto se postulát také někdy nazývá Bertrandův-Čebyševův teorém nebo Čebyševův teorém. Čebyševův teorém může být také vyjádřen pomocí {\displaystyle \pi (x)}, kde {\displaystyle \pi (x)} je prvočíselná funkce (počet prvočísel menších nebo rovných {\displaystyle x\,}), jako:
{\displaystyle \pi (x)-\pi ({\tfrac {x}{2}})\geq 1,\forall x\geq 2} .

## Prvočíselná věta
Prvočíselná věta (PNT) říká, že pokud počet prvočísel menších nebo rovných {\displaystyle x} je přibližně {\displaystyle {\frac {x}{lnx}}}, potom dosadíme-li za {\displaystyle x} hodnotu {\displaystyle 2x}, pak počet prvočísel menších nebo rovných {\displaystyle 2x} je asymptoticky stejný s dvojnásobkem počtu prvočísel menších nebo rovných {\displaystyle x} (výrazy {\displaystyle ln(2x)} a {\displaystyle ln(x)} jsou asymptoticky ekvivalentní). Proto pro velká {\displaystyle n} je počet prvočísel mezi {\displaystyle n} a {\displaystyle 2n} roven přibližně {\displaystyle {\frac {n}{ln(n)}}}, a tedy se v tomto intervalu nachází mnohem více prvočísel, než zaručuje Bertrandův Postulát. Bertrandův postulát je tedy v porovnání s PNT slabší. Ale PNT je hluboká věta, zatímco Bertrandův postulát se lépe pamatuje a snadněji se dokazuje, a také přesně popisuje chování pro malé hodnoty {\displaystyle n}. (Navíc Chebyshevův teorém byl dokázán před PNT, takže má historický důvod.)
Podobná a dosud nevyřešená Legendreova domněnka se ptá, jestli pro každé {\displaystyle n>1} existuje prvočíslo {\displaystyle p} takové, že platí {\displaystyle n^{2}<p<(n+1)^{2}}. Opět předpokládáme, že mezi {\displaystyle n^{2}} a {\displaystyle (n+1)^{2}} se bude nacházet mnoho prvočísel, nicméně v tomto případě PNT nepomůže: počet prvočísel menších nebo rovných {\displaystyle x^{2}} je asymptoticky stejný s {\displaystyle {\frac {x^{2}}{ln(x^{2})}}}, zatímco počet prvočísel menších nebo rovných {\displaystyle (x+1)^{2}} je asymptoticky stejný s {\displaystyle {\frac {(x+1)^{2}}{ln((x+1)^{2})}}}, což je asymptoticky shodné s odhadem na prvočíslech menších nebo rovných {\displaystyle x^{2}}. Takže na rozdíl od předchozího případu pro {\displaystyle x} a {\displaystyle 2x} důkaz Legendreovy domněnky nedostaneme ani pro všechna velká {\displaystyle n}. Odhady odchylek na PNT nejsou (a ani nemohou být) dostatečné k prokázání existence alespoň jednoho prvočísla na tomto intervalu.

## Zobecnění
V roce 1919 použil Ramanujan (1887–1920) k získání jednoduššího důkazu vlastnosti funkce gama. Krátký příspěvek obsahoval zobecnění postulátu, ze kterého později vzniknul koncept ramanujanských prvočísel. Došlo také k dalším zobecněním ramanujanských prvočísel, například existuje důkaz, že
{\displaystyle 2p_{i-n}>p_{i}{\text{ pro }}i>k{\text{ kde }}k=\pi (p_{k})=\pi (R_{n})\,,}
pokud {\displaystyle p_{k}} je {\displaystyle k}-té prvočíslo a {\displaystyle R_{n}} je {\displaystyle n}-té Ramanujanovo prvočíslo.
Ostatní zobecnění Bertrandova postulátu byla získána pomocí elementárních metod. (V následujícím textu {\displaystyle n} náleží do množiny kladných celých čísel.) V roce 2006 M. El Bachraoui dokázal, že mezi {\displaystyle 2n} a {\displaystyle 3n} existuje prvočíslo. V roce 1973, Denis Hanson dokázal, že existuje prvočíslo mezi {\displaystyle 3n} a {\displaystyle 4n}. Kromě toho v roce 2011 Andy Loo dokázal, že protože {\displaystyle n} jde do nekonečna, počet prvočísel mezi {\displaystyle 3n} a {\displaystyle 4n} se také blíží nekonečnu, čímž se zobecňují Erdősovy a Ramanujanovy výsledky (viz oddíl Erdősův teorém níže). První výsledek se získá elementárními metodami. Druhý je založen na analytických mezích pro funkci faktoriál.

## Sylvesterova věta
Bertrandův postulát byl navržen pro aplikace do permutačních grup. Sylvester (1814–1897) zobecnil slabší výrok pomocí výroku: součin {\textstyle k} po sobě jdoucích celých čísel větších než {\textstyle k} je dělitelný prvočíslem větším než {\textstyle k}. Z toho vyplývá Bertrandův (slabší) postulát, vezmeme-li {\textstyle k=n} a dosadíme za {\textstyle k} čísla {\textstyle (n+1)}, {\textstyle (n+2)} až {\textstyle n+k=2n} včetně, kde {\displaystyle n>1}. Podle Sylvestrova zobecnění má jedno z těchto čísel prvočíselného dělitele většího než {\displaystyle k}. Protože všechna tato čísla jsou menší než {\displaystyle 2(k+1)}, číslo s prvočíselným dělitelem větším než {\displaystyle k} má pouze jednoho prvočíselného dělitele, a je tedy prvočíslem. Všimněme si, že {\displaystyle 2n} není prvočíslo, a proto nyní víme, že existuje prvočíslo {\displaystyle k}, pro které platí {\displaystyle k}.

## Erdősovy věty
V roce 1932 publikoval také Erdős (1913–1996) jednodušší důkaz využívající kombinační čísla a Čebyševovu funkci ϑ, definovanou jako:
{\displaystyle \vartheta (x)=\sum _{p=2}^{x}\ln(p)},
kde {\textstyle p} jsou prvočísla menší nebo rovna {\textstyle x}. Podrobnosti viz důkaz Bertrandova postulátu.
Erdős v roce 1934 dokázal, že pro každé kladné celé číslo {\textstyle k} existuje přirozené číslo {\textstyle N} takové, že pro všechna {\textstyle n>N}, se mezi {\textstyle n} a {\textstyle 2n} nachází alespoň {\textstyle k} prvočísel. Ekvivalentní tvrzení bylo prokázáno v roce 1919 Ramanujanem.

## Zpřesnění
Z prvočíselné věty vyplývá, že pro jakékoli reálné {\displaystyle \varepsilon >0} existuje {\displaystyle n_{0}>0} takové, že pro všechna {\displaystyle n>n_{0}} existuje prvočíslo {\displaystyle p} takové, že {\displaystyle n<p<(1+\varepsilon )n} . Lze například ukázat, že
{\displaystyle \lim _{n\to \infty }{\frac {\pi ((1+\varepsilon )n)-\pi (n)}{n/\log n}}=\varepsilon ,}
z čehož vyplývá, že {\displaystyle \pi ((1+\varepsilon )n)-\pi (n)} jde do nekonečna (a zejména je větší než 1 pro dostatečně velké {\displaystyle n}). {\displaystyle n}
Byly také dokázány neasymptotické meze. V roce 1952 Jitsuro Nagura dokázal, že pro {\displaystyle n\geq 25} se mezi {\displaystyle n} a{\displaystyle \left(1+{\frac {1}{5}}\right)n} vždy nachází prvočíslo.
V roce 1976 Lowell Schoenfeld ukázal, že pro {\displaystyle n\geq 2010760} se na otevřeném intervalu{\displaystyle n<p<\left(1+{\frac {1}{16597}}\right)n} vždy nachází prvočíslo {\displaystyle p}.
Pierre Dusart ve své disertační práci z roku 1998 vylepšil výše uvedený výsledek, když ukázal, že pro {\displaystyle k\geq 463},{\displaystyle p_{k+1}\leq \left(1+{\frac {1}{2\ln ^{2}{p_{k}}}}\right)p_{k}} a zejména pro {\displaystyle x\geq 3275}existuje prvočíslo {\displaystyle p} na intervalu {\displaystyle x<p\leq \left(1+{\frac {1}{2\ln ^{2}{x}}}\right)x}.
V roce 2010 Pierre Dusart dokázal, že pro {\displaystyle x\geq 396738} existuje alespoň jedno prvočíslo {\displaystyle p} na intervalu{\displaystyle x<p\leq \left(1+{\frac {1}{25\ln ^{2}{x}}}\right)x}.
V roce 2016 Pierre Dusart zlepšil svůj výsledek z roku 2010, když ukázal, že pokud {\displaystyle x\geq 89693}, pak existuje alespoň jedno prvočíslo {\displaystyle p} na intervalu {\displaystyle x<p\leq \left(1+{\frac {1}{\ln ^{3}{x}}}\right)x}. Ukázal také, že pro {\displaystyle x\geq 468991632} existuje alespoň jedno prvočíslo {\displaystyle p} na intervalu{\displaystyle x<p\leq \left(1+{\frac {1}{5000\ln ^{2}{x}}}\right)x}.
Baker, Harman a Pintz dokázali, že v intervalu {\displaystyle [x-x^{0.525},\,x]} se nachází prvočíslo pro všechna dostatečně velká {\displaystyle x}.

## Důsledky
- Posloupnost prvočísel spolu s 1 je úplná posloupnost; libovolné kladné celé číslo může být zapsáno jako součet prvočísel (a 1), přičemž každé z nich je použito nanejvýš jednou.
- Jediné harmonické číslo, které je zároveň celé, je číslo 1.